# Quảng Trị
Quảng Trị wymowaⓘ – miasto i dystrykt prowincji Quảng Trị, w regionie Północne Wybrzeże Centralne w Wietnamie.